# فرانک نلسون (ورزشکار)
فرانک نلسون (انگلیسی: Frank Nelson; ۲۲ مهٔ ۱۸۸۷ – ۱۶ ژوئیهٔ ۱۹۷۰) بازیکن بیسبال، و ورزشکار دو و میدانی اهل ایالات متحده آمریکا بود.